# Bujesily
Bujesily é uma comuna checa localizada na região de Plzeň, distrito de Rokycany.